# Amtsbezirk Büren
Der Amtsbezirk Büren war bis zum 31. Dezember 2009 eine Verwaltungseinheit mit Hauptort Büren an der Aare im Schweizer Kanton Bern. Der Amtsbezirk umfasste 14 Gemeinden und hatte 22'275 (Stand 31. Dezember 2008) auf 87,66 km².

## Gemeinden
| Wappen              | Name der Gemeinde   | Einwohner (31. Dez. 2008) | Fläche in km² | Einwohner pro km² |
| ------------------- | ------------------- | ------------------------- | ------------- | ----------------- |
| Arch                | Arch                | 1'560                     | 6,38          | 245               |
| Büetigen            | Büetigen            | 791                       | 3,61          | 219               |
| Büren an der Aare   | Büren an der Aare   | 3'220                     | 12,60         | 256               |
| Busswil bei Büren   | Busswil bei Büren   | 1'931                     | 3,10          | 623               |
| Diessbach bei Büren | Diessbach bei Büren | 873                       | 6,33          | 138               |
| Dotzigen            | Dotzigen            | 1'346                     | 4,23          | 318               |
| Lengnau             | Lengnau (BE)        | 4'501                     | 7,41          | 607               |
| Leuzigen            | Leuzigen            | 1'188                     | 10,28         | 116               |
| Meienried           | Meienried           | 52                        | 0,65          | 80                |
| Meinisberg          | Meinisberg          | 1'244                     | 4,40          | 283               |
| Oberwil bei Büren   | Oberwil bei Büren   | 797                       | 6,74          | 118               |
| Pieterlen           | Pieterlen           | 3'347                     | 8,35          | 401               |
| Rüti bei Büren      | Rüti bei Büren      | 810                       | 6,50          | 125               |
| Wengi               | Wengi               | 615                       | 7,08          | 87                |
| Total (14)          | Total (14)          | 22'275                    | 87,66         | 254               |

## Veränderungen im Gemeindebestand

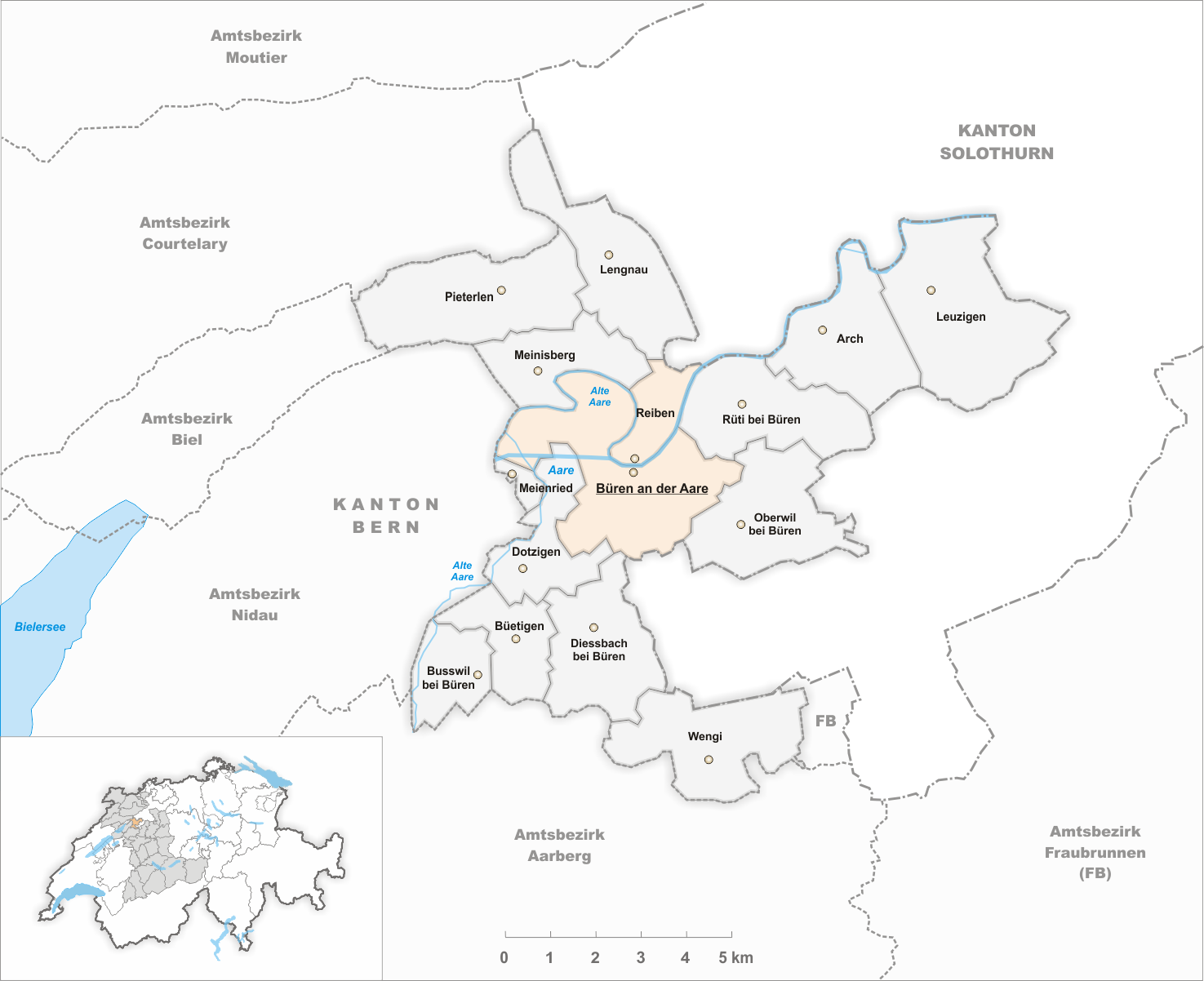
Gemeinden bis 1910
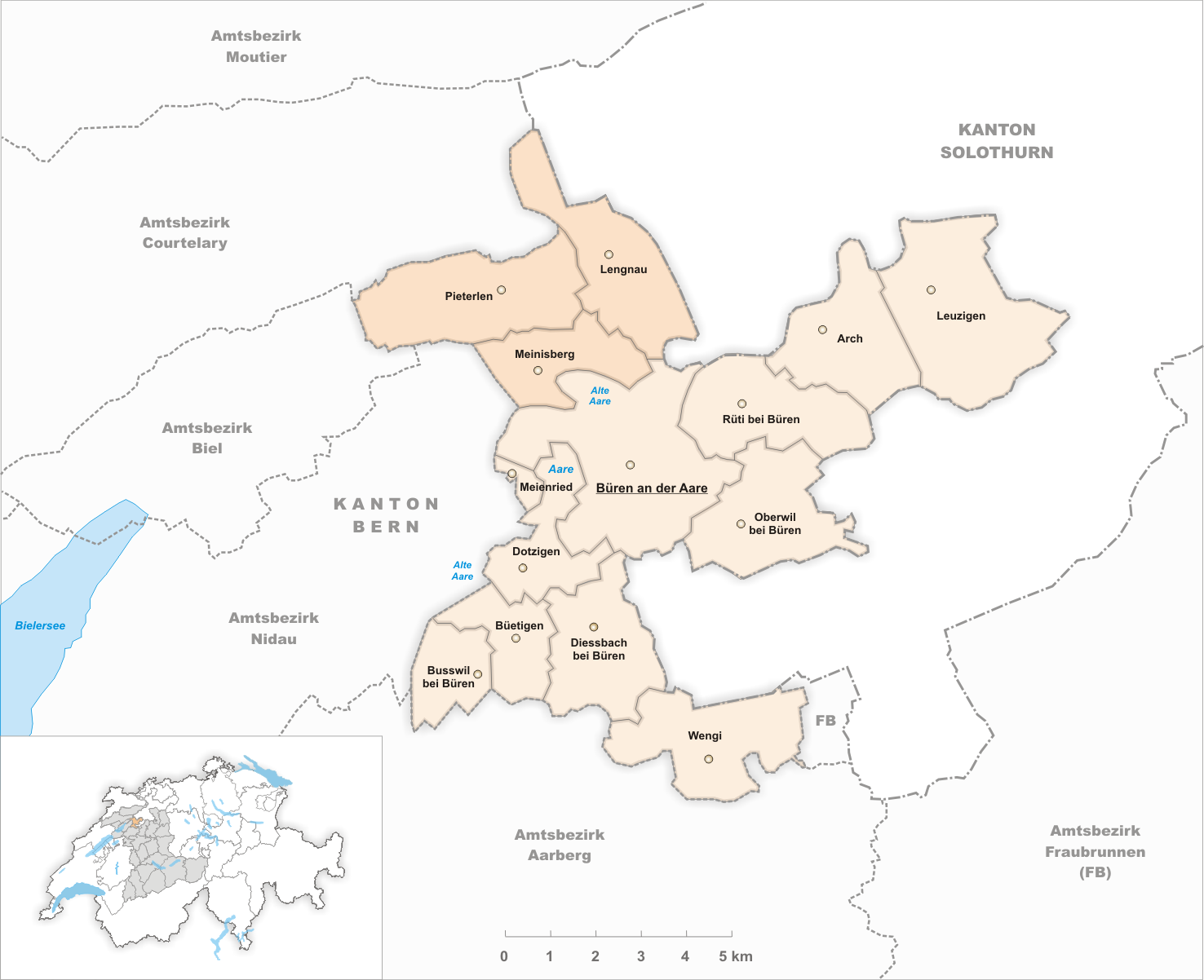
Gemeinden bis 2009

- 1911: Fusion Büren an der Aare und Reiben → Büren an der Aare
- 2010: Bezirkswechsel Lengnau (BE), Meinisberg und Pieterlen vom Amtsbezirk Büren → Verwaltungskreis Biel/Bienne
- 2010: Bezirkswechsel aller anderen 11 Gemeinden vom Amtsbezirk Büren → Verwaltungskreis Seeland